# توماس لوبيز (لاعب كرة قدم)
توماس لوبيز (بالإسبانية: Tomás Leonides López)‏ هو لاعب كرة قدم أرجنتيني، ولد في 27 يونيو 1997 في Curuzú Cuatiá ‏ في الأرجنتين. لعب مع كيلمس.

## وصلات خارجية
- توماس لوبيز على موقع قاعدة بيانات كرة القدم.إي يو (الإنجليزية)
- توماس لوبيز على موقع Soccerway.com (الإنجليزية)